# Келлер Федір Едуардович
Граф Федір Едуардович Келлер (16.08.1850-01.07.1904) — генерал-лейтенант, герой російсько-японської війни, власник садиби Сєнници. Походить з дворян Курляндской губернії.

## Військова служба
Народився 16 серпня 1850 року. Син сенатора Едуарда Федоровича Келлера. Після закінчення Пажеського корпуса був випущений в 1868 р. корнетом в Кавалергардський полк. У 1876 році закінчив Миколаївську академію Генерального штабу і був підвищений до звання ротмістра.

### Сербсько-турецька війна
У 1877 році Келлер вступив добровольцем до лав сербської армії з чином підполковника і відзначився у військових операціях, виділяючись своєю хоробрістю. На початку вересня Келлер був відряджений генералом Черняєвим з Деліграда з особливим дорученням до спадкоємця цесаревичу Олександру Олександровичу і до фельдмаршала князя Барятинського Олександр Івановича. Швидко виконавши доручення, він вже 22 вересня повернувся в долину Велика Морава, де 24 вересня був призначений начальником лівого крила III корпусу, що діяв проти Османа-паші, причому загін Келлера (10 батальйонів, 1 ескадрон , 10 гармат) відбив у Копита 4 жовтня стрімку атаку турків; за цю справу він був нагороджений сербської срібною медаллю «За хоробрість». Через 2 дні Келлер перейшов в наступ для заняття Зайчара, і після кровопролитного бою у Копита зайняв ворожі позиції.
Після розгрому сербської армії під Дьюнішем (17 жовтня) із залишків сербських військ і загонів російських добровольців Черняєва була сформована російська добровольча дивізія, і Келлер був призначений начальником її штабу. Але розбіжності в поглядах (про заходи підтримки дисципліни) з начальником дивізії полковником Меженіновим змусили Келлера відмовитися від посади і виїхати в Белград.

### Російсько-турецька війна

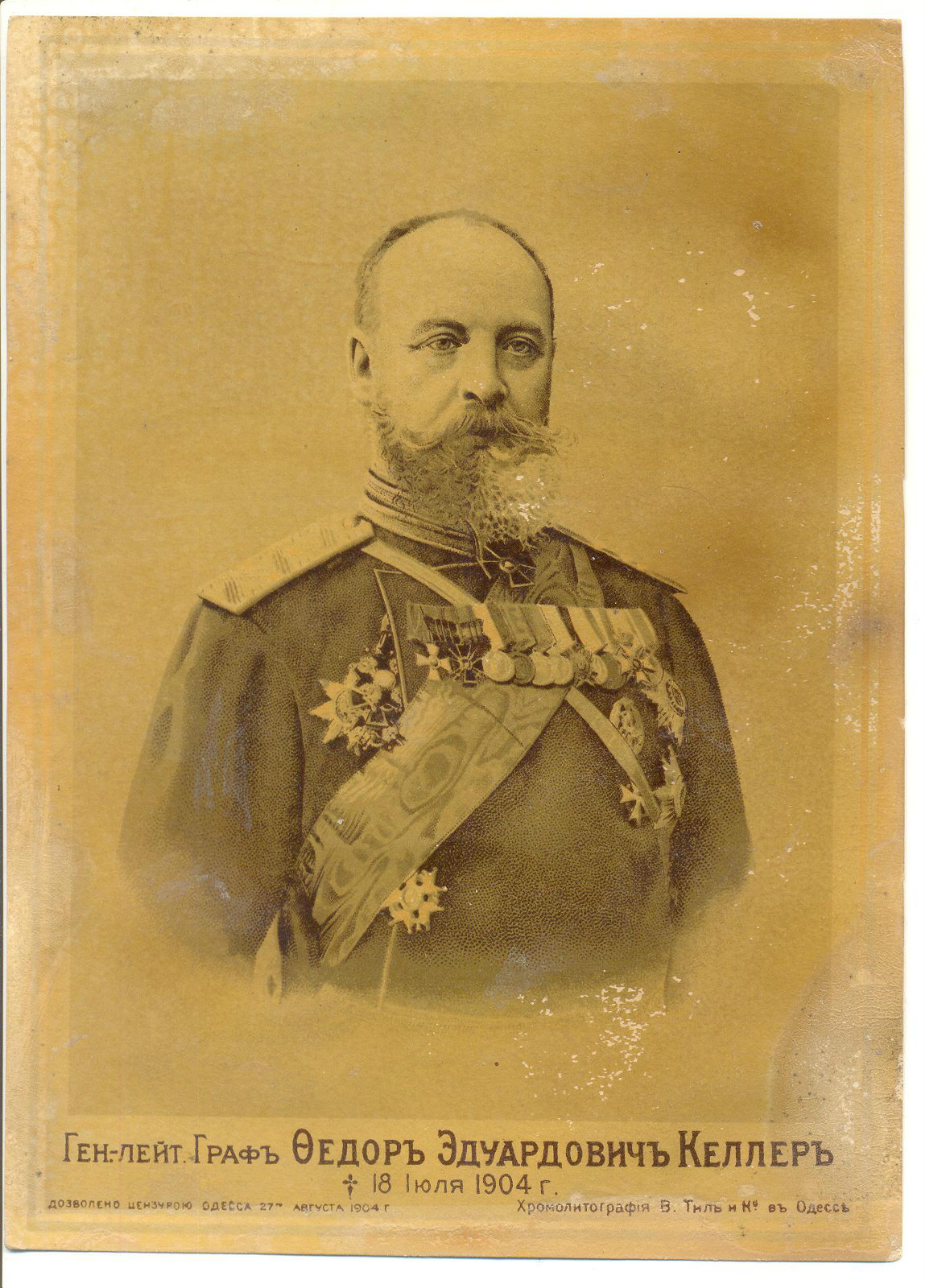

Повернувшись до Росії, Келлер був зарахований підполковником генерального штабу. Перебуваючи штаб-офіцером для доручень при штабі 11-го армійського корпусу, він брав участь в російсько-турецькій війні 1877—1878 рр. і за бойові заслуги був нагороджений орденами святого Володимира 4-го ступеня з мечами, святого Станіслава 2-го ступеня з мечами та золотою шаблею з написом «За хоробрість». Призначений 24 грудня виконуючим обов'язки начальника штабу Іметлійского загону, замість пораненого підполковника Куропаткіна Олексій Миколайовича, Келлер 24-27 грудня провів через Іметлійський перевал загін генерал-лейтенанта Скобелєва 2-го і за відміну під Шейново отримав 31 січня 1878 р. орден Святого Георгія 4-го ступеня
|  | У відплату за відміну, надану в справі з турками у Шипки, при переході 26 грудня 1877 року, до Іметлі |

Потім Келлер ніс обов'язки начальника штабу болгарського ополчення. Після укладення Сан-Стефанського договору Келлер був призначений начальником штабу болгарського земського війська, а в 1878 р. начальником штабу 1-ї гренадерської дивізії.
Подарований 19 лютого 1879 р. флігель-ад'ютантом до царя і вироблений в полковники, він поїхав у відрядження в Константинополь для участі в роботах міжнародної комісії з визначення меж Болгарського князівства.
30 грудня 1882 р. Келлер був призначений командиром лейб-гвардії 4-го стрілецького Імператорської Фамілії батальйону, а в 1890 р. в чині генерал-майора  — завідувачем мобілізаційної частиною головного управління козачих військ.
Займаючи з 1893 по 1899 рр. посаду директора Пажеського корпусу, Келлер залишив по собі світлу пам'ять гуманного і тактовного педагога.

### Російсько-японська війна

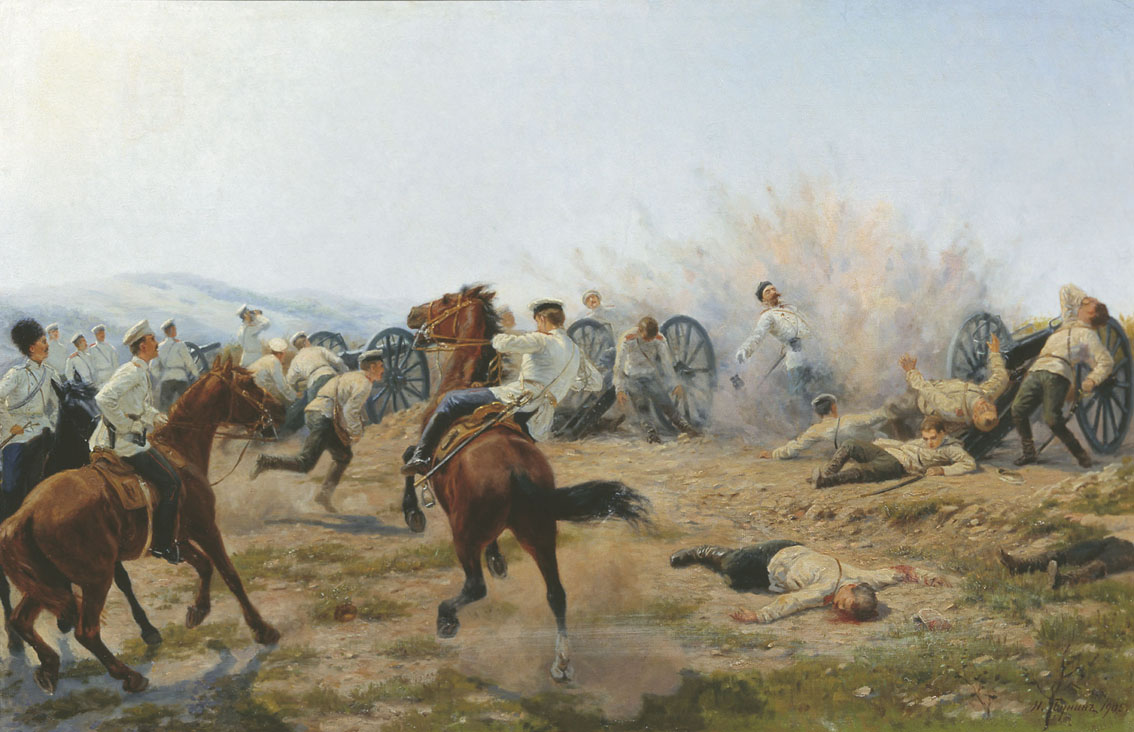
Н. Н. Бунин «Смерть генерала Келлера во время боя на Янзелинском перевале. 1904 год.», 1905

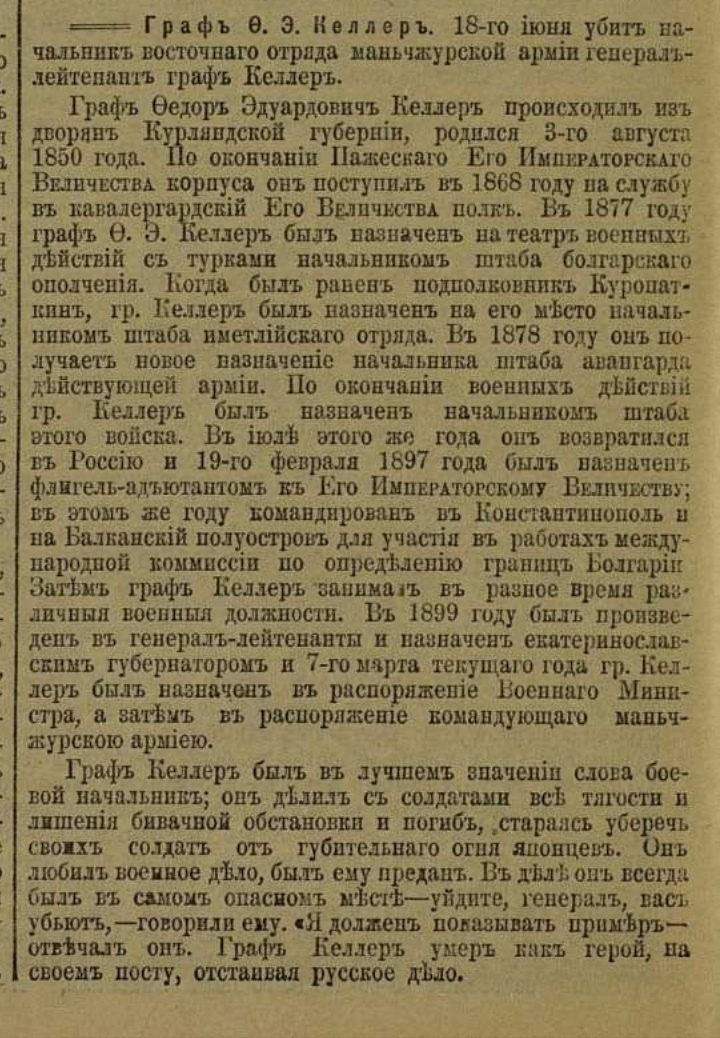
Про смерть Келлера в журналі «Нива» від 1904 року (у датою призначення флігель-ад'ютантом помилка, правильно — 1879 рік).

Проведений в 1899 р. в генерал-лейтенанти, він був призначений Катеринославським губернатором і з цієї посади за власним бажанням у березні 1904 р. відправився на театр військових дій проти Японії. Після прибуття в Маньчжурію Келлер став на чолі 2-го Східно-Сибірського корпусу і незабаром був призначений начальником Східного загону замість генерала Засулича. Хоробрий і мужній, Келлер підняв дух ввірених йому військ, завжди показався в найнебезпечніших місцях бою. 18 липня під час бою на Янзелінському перевалі, супроводжуваний своїм штабом, він проїхав верхи до найбільш обстрілюваної японцями російської батареї і впав, уражений 36 кулями ворожої шрапнелі.
Похований в родинній усипальниці в своєму маєтку Сєнниця.

## Військові чини
- В службу вступив (02.06.1866 р.)
- Корнет гвардії (12.07.1868)
- Поручик (06.04.1872)
- Штабс-ротмістр (31.03.1874)
- Ротмістр (04.04.1876)
- Підполковник (04.04.1876)
- Полковник (04.04.1879)
- Флігель-ад'ютант (1879)
- Генерал-майор (20.07.1891)
- Генерал-лейтенант (06.12.1899)

## Нагороди
- Орден Святого Станіслава 3 ст. (1872)
- Орден Святої Анни 3 ст. (1876)
- Орден Святого Володимира 4 ст. з мечами та бантом (1877)
- Золота зброя «За хоробрість» (1877)
- Орден Святого Станіслава 2 ст. з мечами (одна тисяча вісімсот сімдесят сім)
- Орден Святого Георгія 4 ст. (1878)
- Орден Святої Анни 2 ст. (1882)
- Орден Святого Володимира 3 ст. (1886)
- Орден Святого Станіслава 1 ст. (1892)
- Орден Святого Володимира 2 ст. (1893)

іноземні
- Сербський Орден таковського хреста, офіцерський хрест (1876)
- Болгарський Орден «Святий Олександр» 3-й ст. (1883)
- Австрійський Орден Леопольда, командорський хрест (1883)
- Французький Орден Почесного Легіону, командорський хрест (1886)
- Перський Орден Лева і Сонця 1-й ст. (1889)
- Сербський Орден таковського хреста 2-й ст. з мечами (1892)
- Болгарський Орден «Святий Олександр» 1-й ст. (1899)

## Сучасники про Келлера

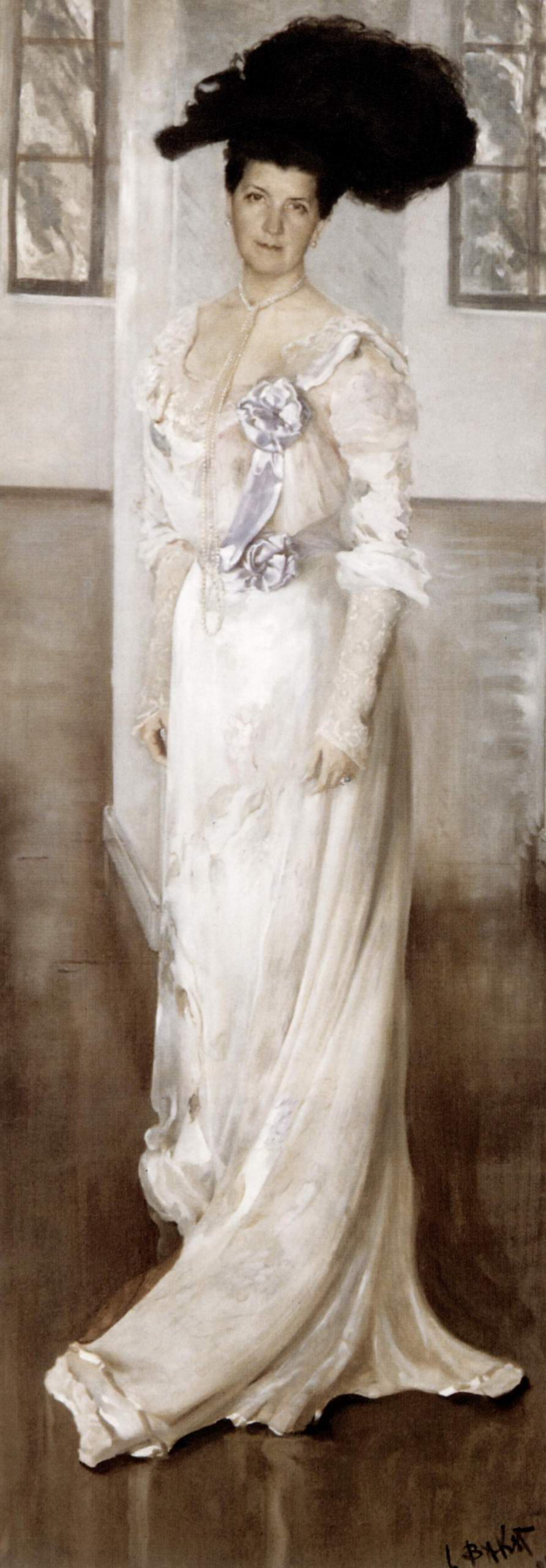
М. А. Келлер на портреті Л. Бакста

Болгарський офіцер Кішів Стефан, служив під керівництвом Келлера під час Шейновської операції, згадував: "Граф Келлер був ще молодий, але славний і хоробрий бойовий офіцер … Крім своїх бойових якостей граф Келлер відрізнявся просто ангельською добротою, лагідним характером і любов'ю до своїх підлеглих, про яких завжди дбав як батько; його ж відданість військовій справі і властивість завжди свято виконувати свої обов'язки робили його невтомним в службі ".

## Сім'я
Дружина (з 14 липня 1882 року) — княжна Марія Олександрівна Шаховська (1861—1944), єдина дочка генерал-лейтенанта князя Шаховського Олександра Івановича і Анни Михайлівни Вієльгорської. У 1875 році успадкувала село Знаменське. Випускниця Смольного інституту, з 1882 року фрейліна двору. Овдовівши, 10 вересня 1910 року в Берліні вийшла заміж за німецького дипломата барона Ганса Карла фон Флотова (1862—1935), з 1916 року в розлученні. Після революції жила в еміграції. Померла 22 січня 1944 року в Мерана в Італії. У шлюбі мала сина Келлер Олександра Федоровича (1883—1946) і дочку Марію (1884—1894; померла в результаті сильного удару головою об дерево під час катання на санках).